# Teruo Abe
Teruo Abe, va ser un exfutbolista japonès que va jugar a la selecció nacional del Japó.
El maig de 1934, Abe va ser seleccionat per a l'equip nacional del Japó per als Jocs del Campionat de l'Extrem Orient de 1934 a Manila. En aquesta competició, el 13 de maig, va debutar contra les Índies Orientals Holandeses. El 15 de maig, també va jugar contra Filipines. Va jugar 2 partits amb el Japó el 1934.